# Campanya presidencial de Jair Bolsonaro (2018)
La campanya presidencial de 2018 de Jair Bolsonaro es va anunciar el 3 de març de 2016. El diputat federal brasiler i exoficial militar Jair Bolsonaro es va convertir en el candidat oficial del Partit Social Liberal durant la seva convenció el 22 de juliol de 2018. La decisió del company va arribar més tard el 8 d'agost, quan el general Hamilton Mourão va ser escollit per compondre el bitllet amb Bolsonaro. En escollir Mourão com a company de candidatura, Bolsonaro va aconseguir una coalició amb el Partit de Renovació Laboral Brasilera.
Jair Bolsonaro va ser el primer candidat a la presidència que va poder recaptar més d'1 milió de dòlars reals en donacions del públic durant la campanya de 2018. En els primers 59 dies, va acumular una mitjana de 17.000 dòlars reals al dia en donacions.
Bolsonaro va ser apunyalat el 6 de setembre mentre feia campanya a Juiz de Fora. Es va recuperar, i va ser el primer candidat a la primera volta el 7 d'octubre, amb un 46% dels vots. El 28 d'octubre, Bolsonaro va guanyar les eleccions generals amb el 55,13% dels vots populars.

## Les Eleccions primàries
El Comitè Executiu Nacional Del Partit Social Liberal, i El Comitè Executiu Nacional del Partit De Renovació Del Treball Brasiler, van triar el candidat al càrrec de vicepresident i EL Directori Nacional DEL PSL, van triar el candidat A President de la república. Rodrigues Fidelix da Cruz (PRTB), nomenat PER PRTB, i Gilliam Charles Bezerra Lemos (PSL), designat PER PSL, van ser els delegats de la coalició. Gustavo Bebiano Rocha va ser el representant de la pissarra per al Tribunal Electoral Suprem. Janan Paschoal es va negar a ser el candidat a vicepresident Junts Bolsonaro. [citació necessària]
| Oficina        | Data          | Candidat                         | Nombre de vots | %             | Notes            |
| Primàries PSL  | Primàries PSL | Primàries PSL                    | Primàries PSL  | Primàries PSL | Primàries PSL    |
| -------------- | ------------- | -------------------------------- | -------------- | ------------- | ---------------- |
| President      | 22 de juliol  | Jair Bolsonaro                   | 96             | 100%          |                  |
| Vicepresident  | 4 d'agost     | Luiz Philippe d'Orleans-Braganza | 11             | 100%          | Resultat avortat |
| PRTB primàries |               |                                  |                |               |                  |
| Vicepresident  | 5 d'agost     | Hamilton Mourão                  | 26             | 100%          |                  |

## Antecedents de la campanya
Abans de començar seva campanya, Bolsonaro desitjava que el senador Magno Malta (del Partit de la República) o Augusto Heleno, (del Partit Republicà Progressista) esdevingués el vicepresident a la seva llista, però els seus partits no van permetre que els dos per competir junts.
Durant la seva campanya, Bolsonaro ha elogiat la dictadura militar de dues dècades (1964-1985) al Brasil i ha elogiat autòcrates estrangers com Alberto Fujimori de Perú i Augusto Pinochet de Xile. Bolsonaro s'ha compromès a donar permís a la policia per disparar primer i fer preguntes després. La seva plataforma també promou la liberalització de les lleis d'armes i tàctiques repressives contra la criminalitat urbana i el narcotràfic, juntament amb l'advocació de revocar l'acció afirmativa per als negres-brasilers i la revocació de la legislació que augmenta les condemnes per assassinar de dones a causa del seu gènere (femicidi).
Malgrat les crides anteriors a canvis massius de política en l'ambientalisme, Bolsonaro es va retirar de les crides per retirar el Brasil dels Acords de París i l'eliminació del Ministeri de Medi Ambient del Brasil. No obstant això, va dir a grups internacionals sense ànim de lucre, com el World Wildlife Fund, que no permetria les seves agendes al Brasil, va protestar enèrgicament contra les terres reservades a les tribus indígenes i els plans per expandir l'energia nuclear i hidroelèctrica a l'Amazònia.
Alguns partidaris de Bolsonaro l'han comparat amb el president dels Estats Units, Donald Trump, i creuen que ell, com Trump, aportarà el canvi radical que consideren necessari en resposta a la "anarquesia" del Brasil, amb molts sobrenomenant Bolsonaro "la llegenda". Steve Bannon (director executiu de la candidatura presidencial de Trump el 2016) ha assessorat la campanya de Bolsonaro.

### Enquestes
A finals de setembre, Bolsonaro liderava les enquestes amb un 28% dels votants enquestats, amb una enquesta d'Ibope (22-24 de setembre) que afirmava que el 36% dels homes enquestats van dir que el votarien, mentre que només el 18% de les dones recolzaven les seves polítiques. Una enquesta de Datafolha publicada el 10 de setembre va mostrar que Bolsonaro va ser rebutjat pel 49% de les dones votants, però el suport del 17%. A la primera volta de les eleccions del 7 d'octubre, Bolsonaro va rebre el 46,03% dels vots, la major part de qualsevol candidat.
El dia abans de les eleccions, les enquestes van donar a Bolsonaro un avantatge d'un 8-10% sobre Fernando Haddad.

## Atac durant l'esdeveniment de campanya

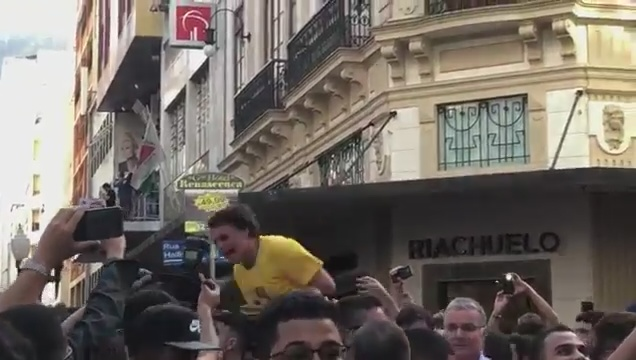
Bolsonaro sent apunyalat en una concentració de Juiz de Fora

Bolsonaro va ser apunyalat el 6 de setembre de 2018 mentre feia campanya i interactuava amb els seguidors a la ciutat de Juiz de Fora, Minas Gerais. El fill de Bolsonaro, Flávio, ha afirmat que les ferides del seu pare eren només superficials i que es recuperava a l'hospital. La policia va detenir i va identificar l'agressor com Adelio Bispo de Oliveira, que va afirmar que "va ser ordenat per Déu per dur a terme l'atac". Flávio Bolsonaro va afirmar més tard que les ferides infligudes semblen pitjors del que es pensava inicialment. Va tuitejar sobre l'estat del seu pare, explicant que la perforació va arribar a una part del fetge, el pulmó i una part de l'intestí. També va afirmar que Bolsonaro havia perdut una gran quantitat de sang, arribant a l'hospital amb una pressió de 10/3, però des de llavors s'havia estabilitzat. La majoria dels altres candidats a la carrera presidencial (de tots dos costats de l'espectre polític), i el llavors president brasiler, Michel Temer, van condemnar l'atac.
Acabades les eleccions, Bolsonaro va decidir donar la resta dels diners recaptats en campanya, a l'Hospital Santa Casa de Misericòrdia, on va rebre tractament hospitalari després de l'intent d'assassinat.

## Resultat electoral
| Any electoral | Candidat       | Primera ronda    | Primera ronda   | Segona ronda     | Segona ronda    |
| Any electoral | Candidat       | # de vots totals | % del vot total | # de vots totals | % del vot total |
| ------------- | -------------- | ---------------- | --------------- | ---------------- | --------------- |
| 2018          | Jair Bolsonaro | 49.276.990       | 46.0 #1         | 57.774.302       | 55.15 #1        |